# Sicco van Goslinga

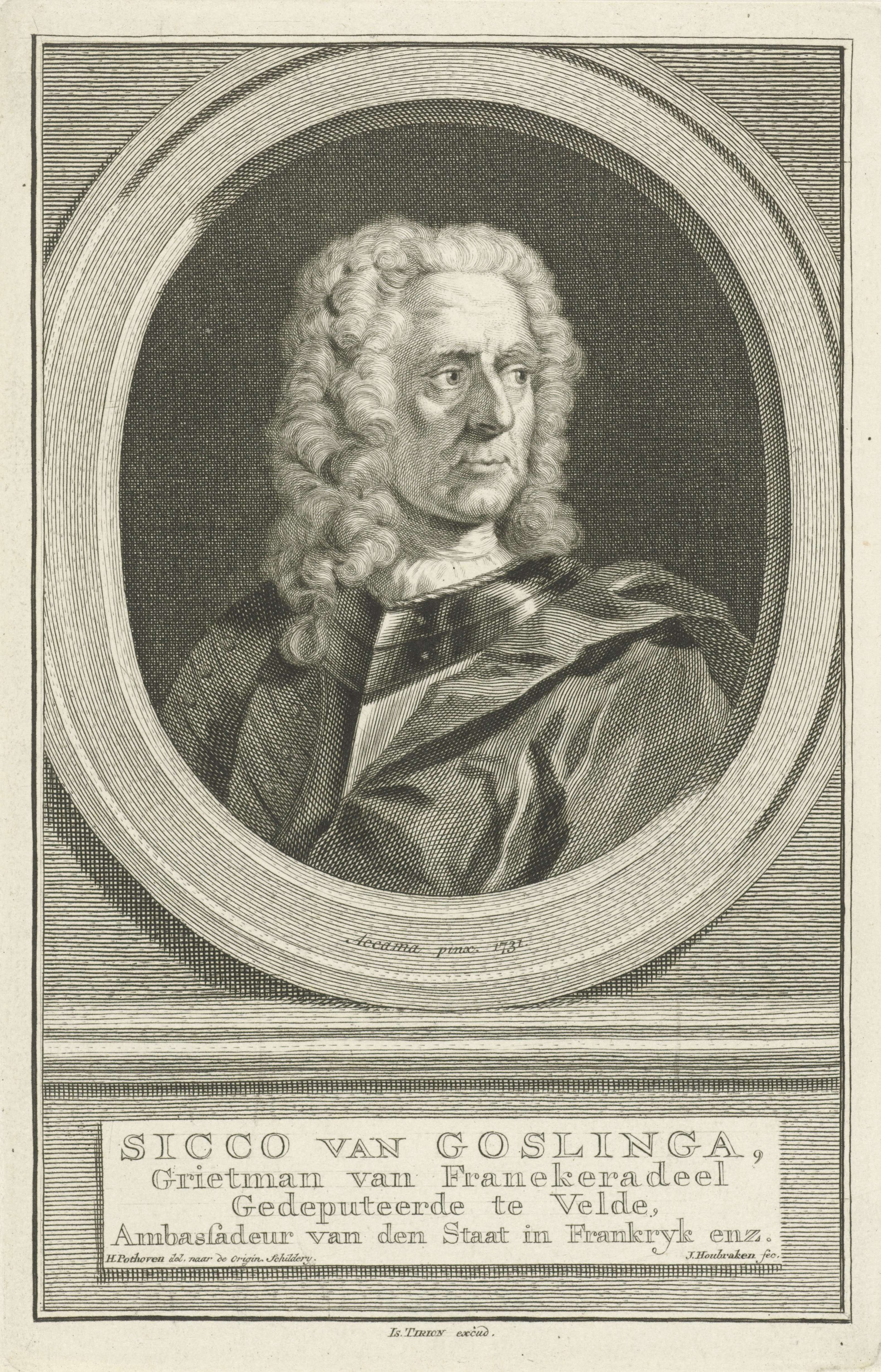
Sicco van Goslinga

Sicco van Goslinga (* 1664 in Herbaijum, Friesland; † 18. September 1731 in Dongjum) war ein bedeutender friesischer Politiker und Diplomat. Er entstammte dem adeligen Geschlecht der Goslinga, war über vierzig Jahre Rat der Staaten von Friesland und der niederländischen Generalstaaten. Goslinga war als 'Gedeputeerde te Velde' (politischer Kommissar) der Generalstaaten der Republik der Sieben Vereinigten Provinzen der Niederlande, zusammen mit John Churchill, 1. Duke of Marlborough in Flandern und im Spanischen Erbfolgekrieg tätig. Seine Memoiren geben eine wichtige Information über die Geschichte dieser Periode.

## Leben und Wirken
Sicco van Goslinga studierte an der Universität Franeker sowie der Universität Utrecht.
Im Jahre 1688 trat er die Nachfolge seines Vaters Johan van Goslinga als Grietman von Franekeradeel an, ein Amt, welches er bis zu seinem Tode innehatte. Als Grietman war er Mitglied der friesischen Staaten. Als „klassischer niederländischer Regent“ erfüllte er viele unterschiedliche Funktionen innerhalb der Provinz Friesland. Er trat als oftmaliger Deputierter Frieslands beim Raad van State und in den niederländischen Generalstaaten auf.
Als Mitglied des Raad van State (das belangreichste ausführende Organ auf dem militärischen Gebiet in der Zeit der Zweiten statthalterlosen Periode) war er zwischen den Jahren 1706 und 1711 friesischer Deputierter im Feldhauptquartier von John Churchill. Er hatte den Auftrag, den Duke of Marlborough zu beraten, und gleichfalls seine (militärischen) Handlungen zu überwachen. Dieser Konsens wurde im Jahre 1702 bei der Ernennung des Herzogs von Marlborough zum „luitenant-kapitein-generaal van het leger van de Republiek (der Niederlande)“ geschaffen. Goslinga hatte somit das Recht, in taktischen Belangen ein Veto einzulegen. Goslinga stellte sich aber mit Marlborough kooporativ und lieferte einen Beitrag für die niederländischen Erfolge bei den Feldschlachten von Ramillies, Oudenaarde und Malplaquet.
Goslinga war als Bevollmächtigter der niederländischen Republik beim Frieden von Utrecht tätig. Nach den Friedensschlüssen wurde Goslinga im Jahre 1714 als Gesandter an den französischen Hof Ludwig XIV. entsandt. Dort arbeitete er gemeinsam mit dem Niederländischen Botschafter und späteren Ratspensionär Willem Buys für eine gute Beziehung zwischen den beiden Ländern. Als oranischer Parteigänger trieb er im Jahre 1719 die Ernennung von Willem IV. als Statthalter von Groningen voran. Im Jahre 1728 vertrat er gemeinsam mit Cornelis Hop de Republiek beim Kongress von Soissons, worin unter anderem der politische Status von Gibraltar besprochen wurde.
Im Jahre 1857 wurden seine „Mémoires relatifs à la guerre de succession de 1706–1709 et 1712“ herausgegeben.

## Familie
Im Jahre 1692 verheiratete er sich mit Jeanette Isabelle Barones thoe Schwartzenberg und Hohenlansberg, vrijvrouwe von Ameland. Aus dieser Ehe entsprossen fünf Töchter, darunter Dodonea Lucia van Goslinga (* 1702), die sich im Jahre 1723 mit dem Reichsgrafen Unico Wilhelm van Wassenaer (1692–1766) verehelichtete. Sicco van Goslingas Grabstätte ist in der Kirche von Dongjum zu finden. Sein Grabmonument wurde von dem flämischen Bildhauer Johann Baptist Xavery angefertigt.

## Trivia
- Der Briefwechsel zwischen Sicco van Goslinga und Simon van Slingelandt wird im „Instituut voor Nederlandse Geschiedenis“ aufbewahrt.

## Werke
- Mémoires relatifs à la guerre de succession de 1706–1709 et 1712, 1857
- Briefwechsel zwischen Goslinga und Slingelandt.  (1697–1731, niederländisch)